# نشان‌ها، مدال‌ها و یادبودهای جمهوری آذربایجان
نشان‌ها، مدال‌ها و یادبودهای جمهوری آذربایجان (ترکی آذربایجانی: Azərbaycan Respublikasının dövlət təltifləri) شامل نشانها و مدال‌های افتخار و یادبودهایی می‌باشد که به افرادی در جمهوری آذربایجان اعطا می‌شود.

## نشان‌ها
| Description | Orders                         | Note                                    |
| ----------- | ------------------------------ | --------------------------------------- |
|             | نشان حیدر علی‌اف                | عالی‌ترین نشان در جمهوری آذربایجان       |
|             | نشان استقلال                   |                                         |
|             | نشان شاه اسماعیل               | عالی‌ترین نشان نظامی در جمهوری آذربایجان |
|             | نشان پرچم آذربایجان            |                                         |
|             | نشان شرف                       |                                         |
|             | نشان شهرت                      |                                         |
|             | نشان دوستی                     |                                         |
|             | نشان برای خدمت به میهن درجه یک |                                         |
|             | نشان برای خدمت به میهن درجه دو |                                         |
|             | نشان برای خدمت به میهن درجه سه |                                         |
|             | «نشان کار» درجه یک             |                                         |
|             | «نشان کار» درجه دو             |                                         |
|             | «نشان کار» درجه سه             |                                         |

## مدال‌ها
| Description | Medals                                                                        | Note                                |
| ----------- | ----------------------------------------------------------------------------- | ----------------------------------- |
|             | مدال ستاره طلایی                                                              | مدال ویژه نشان قهرمان ملی آذربایجان |
|             | مدال برای خدمت به میهن                                                        |                                     |
|             | مدال برای قهرمانی                                                             |                                     |
|             | مدال ترقی                                                                     |                                     |
|             | مدال برای خدمات نظامی                                                         |                                     |
|             | مدال «برای تمایز در خدمت نظامی»                                               |                                     |
|             | مدال «برای تمایز در مرزبانی»                                                  |                                     |
|             | مدال «برای شایستگی در تعاملات نظامی»                                          |                                     |
|             | مدال کهنه‌سرباز نیروهای مسلح جمهوری آذربایجان                                  |                                     |
|             | مدال «دهمین سالگرد نیروهای مسلح جمهوری آذربایجان ۱۹۹۱–۲۰۰۱»                   |                                     |
|             | مدال «دهمین سالروز تأسیس نیروهای مسلح جمهوری آذربایجان ۱۹۱۸–۲۰۰۸»             |                                     |
|             | مدال یادبود ۱۰۰- امین سالگرد سرویس‌های امنیت دولتی و اطلاعات خارجی (۱۹۱۹–۲۰۱۹) |                                     |
|             | مدال «برای خدمت بی‌نقص»                                                        |                                     |
|             | مدال یادبود صدمین سالگرد نهادهای دیپلماتیک آذربایجان (۱۹۱۹–۲۰۱۹)              |                                     |
|             | مدال یادبود صدمین سالگرد جمهوری دموکراتیک آذربایجان                           |                                     |
|             | مدال برای آزادسازی خوجاوند                                                    |                                     |
|             | مدال برای آزادسازی فضولی                                                      |                                     |